# Silluvia gansuensis
Silluvia gansuensis är en skalbaggsart som beskrevs av Frolov 2008. Silluvia gansuensis ingår i släktet Silluvia och familjen Aegialiidae. Inga underarter finns listade i Catalogue of Life.